# إلغاء المناطق الزمنية

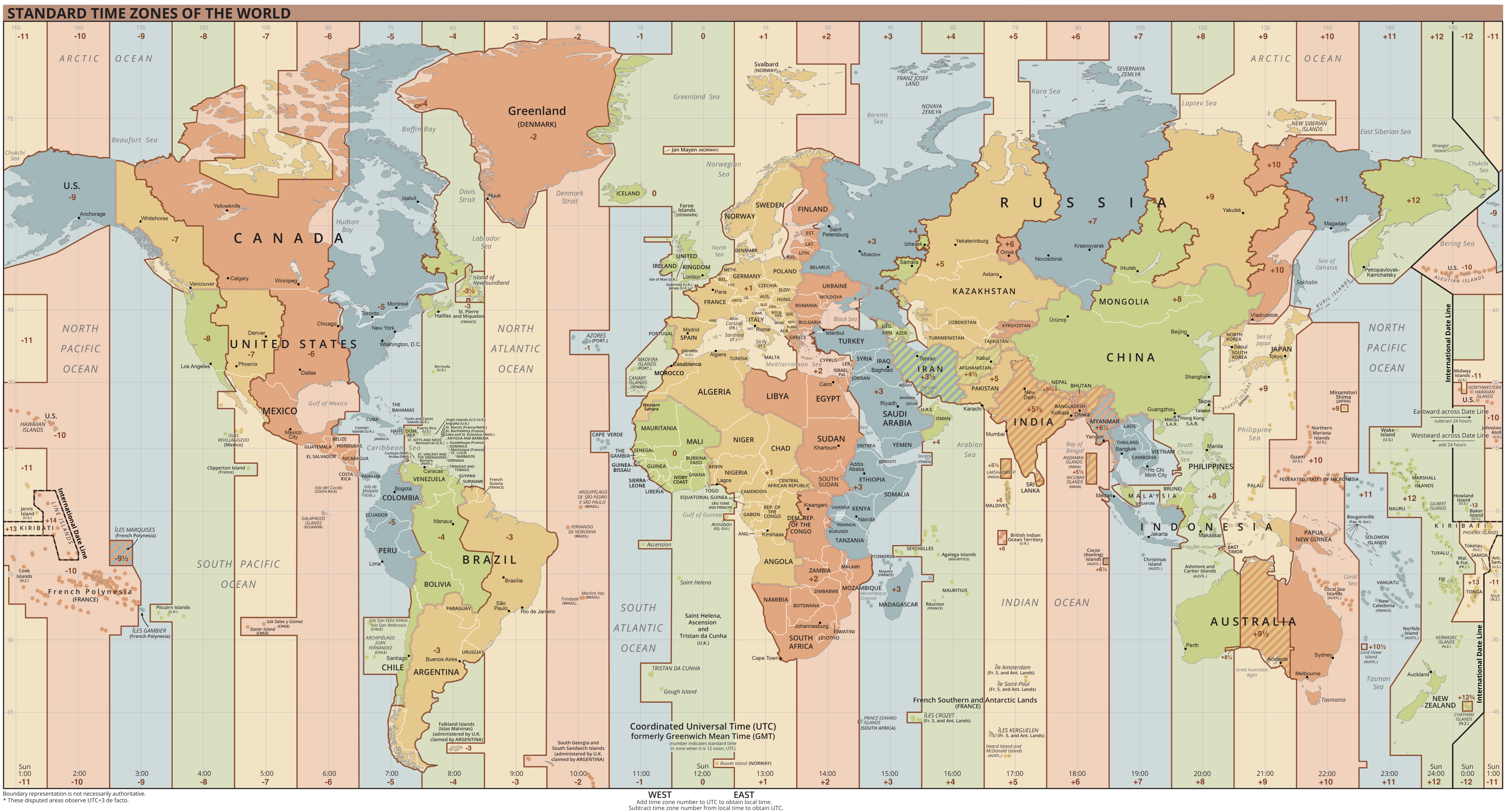
المناطق الزمنية في العالم

يتضمن إلغاء المناطق الزمنية استبدال المناطق الزمنية بالتوقيت العالمي المنسق كتوقيت محلي.

## تاريخ
في معظم أجزاء التاريخ، كان موقع الشمس يستخدم لحفظ الوقت. خلال القرن التاسع عشر، احتفظت معظم المدن بالتوقيت المحلي الخاص بها. بدأ توحيد المناطق الزمنية في عام 1884 في الولايات المتحدة.

### اقتراحات
وقد اقترح آرثر كلارك استخدام منطقة زمنية واحدة في عام 1976. تعود محاولات إلغاء المناطق الزمنية إلى نصف قرن وتشمل توقيت سواتش للإنترنت. . وقد كان أستاذ الاقتصاد ستيف هانكي وأستاذ الفيزياء الفلكية ديك هنري في جامعة جونز هوبكنز من أنصار هذا المفهوم وأدمجوه في تقويمهم الدائم بين هانك وهنري.

## استعمال
وتستخدم شركة (الوقت العالمي المنسق) كمنطقة زمنية عالمية بالفعل من قبل مشغلي الخطوط الجوية في جميع أنحاء العالم وغيرها من البيئات الدولية التي يتسم فيها التنسيق الزمني بأهمية خاصة. ويشمل ذلك العمليات العسكرية والإدارة الوطنية للمحيطات والغلاف الجوي والمحطة الفضائية الدولية. ويبين الاستخدام الدولي الفعال للجنة التجارة الحرة أن المعيار الزمني العالمي يمكن أن ينجح داخل الولايات المتحدة. وتكون سلطة تعديل هذا الأمر هي سلطة وزير النقل.

### ميزات
- ويستخدم نفس الوقت على الصعيد العالمي، مما يزيل شرط الحسابات بين المناطق المختلفة.
- الفوائد الصحية لأن الأشخاص الذين يعيشون على الجانب الشرقي من منطقة زمنية غير متزامنة مع إيقاعات الساعة البيولوجية.[1][9]

### سلبيات
- ويتغير التاريخ بين شروق الشمس وغروب الشمس في أجزاء من الأمريكتين وآسيا والمحيط الهادئ.
- يتطلب تغييرات في اللغة المتعلقة بالوقت.
- وهو يزيد من تعقيد قاعدة بيانات Tz لأن المناطق الزمنية التاريخية لا تزال قائمة.[10]